# بين هاريس (اقتصادي)
بين هاريس (بالإنجليزية: Ben Harris)‏ هو اقتصادي أمريكي، ولد في 17 يوليو 1977.